# Mário Cláudio

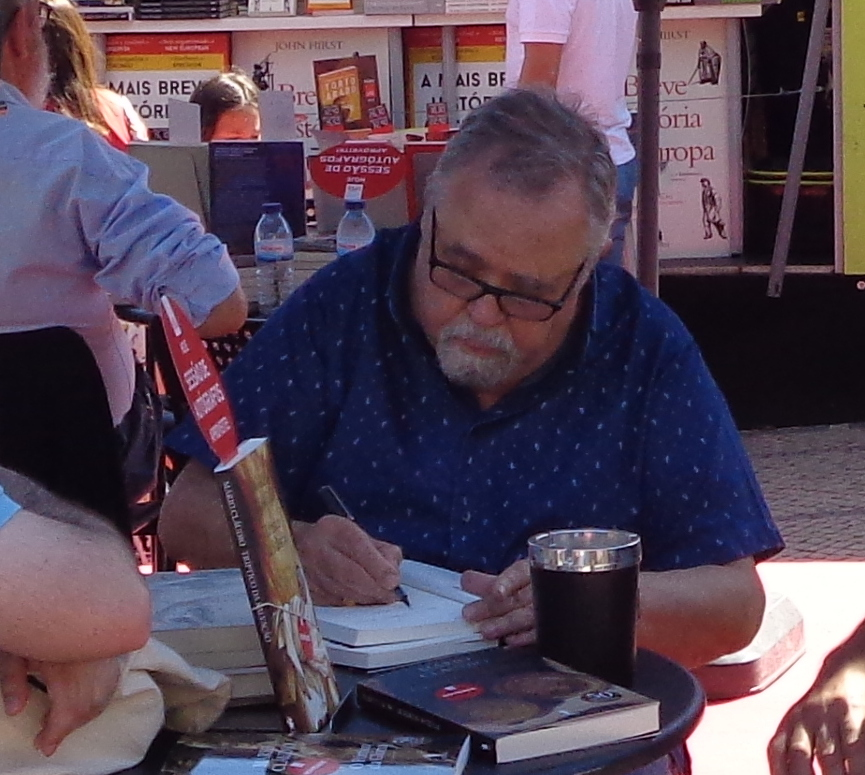
Mário Cláudio

Mário Cláudio (eigentlich Rui Manuel Pinto Barbot Costa; * 6. November 1941 in Porto, Portugal) ist ein portugiesischer Schriftsteller, Dichter und Essayist.

## Leben
An der Universität Coimbra studierte er Jura und wurde auch zum Archivbibliothekar ausgebildet. Die Universität London schloss er mit einem „Master of Arts“ ab.
Eines seiner wichtigsten Prosawerke ist der Roman Amadeo aus dem Jahre 1984. Hierin wird das Leben und Schaffen des Malers Amadeo de Souza-Cardoso (1887–1918) beschrieben.
Mit seinen romanhaften Biographien von Künstlern aus dem Norden Portugals wurde Mário Cláudio in den 1980er-Jahren zu einem wichtigen portugiesischen Gegenwartsschriftsteller. Dazu zählen neben Amadeo auch seine Biographien über die Cellistin Guilhermina Suggia und die Tonbildnerin Rosa Ramalho.
2004 erhielt er den Prémio Pessoa.

## Werke
- A Cidade no Bolso
- Guilhermina (1986)
- Peregrinação de Barnabé das Índias (1998)
- A bruxa, o poeta e o anjo
- Oríon
- Amadeo (1984)
- Rosa (1988)
- Triologia da Mão
- Nas Nossas Ruas, ao Anoitecer
- Toccata para Dois Clarins (1992)
- Ursamaior
- O Anel de Basalto e Outras Narrativas (2002)
- Teoria das Nuvens (2023)